# Ian Hanmore
Ian Hanmore (Edimburgo; 24 de marzo de 1945) es un actor británico conocido por interpretar al brujo Pyat Pree en la segunda temporada de la serie de HBO Juego de tronos.

## Filmografía

### Cine
- Postmortem (1998)
- Women Talking Dirty (1999)
- Las hermanas de la Magdalena (2002)
- Young Adam (2003)
- Solid Air (2003)
- The Ticking Man (2003)
- Retribution (2005)
- Mrs. Henderson presenta (2005)
- The Best Man (2005)
- El despertar de los muertos (2011)
- Citadel (2012)
- Mary Queen of Scots (2013)

#### Cortometrajes
- The Butterfly Man (1996)
- Frog (1999)
- Kill the Day (2000)
- Tattoo (2002)
- Divine (2003)
- Suburban Home (2005)

#### Telefilmes
- Split Second (1999)
- Gas Attack (2001)
- The Deal (2003)

### Televisión
- Two Thousand Acres of Sky (2001)
- Terri McIntyre (2001)
- Monarch of the Glen (2001)
- The Book Group (2002)
- Outlaws (2003)
- No Angels (2005)
- Doctor Who (2006)
- Vital Signs (2006)
- Life on Mars (2007)
- Still Game (2007)
- Dear Green Place (2007)
- Shameless (2009)
- Waking the Dead (2011)
- The Fades (2011)
- Juego de tronos (2012)